# Aiman Zavyan
Aiman Zavyan (* 7. Juni 2002 in Singapur), mit vollständigen Namen Aiman Zavyan Zuraiddy, ist ein singapurischer Fußballspieler.

## Karriere
Aiman Zavyan erlernte das Fußballspielen in der Jugendmannschaft von Queensway und Geylang International. 2019 spielte er in der Reservemannschaft von Geylang International. 2020 wechselte er zu Balestier Khalsa. Der Verein spielte in der ersten Liga, der Singapore Premier League. Sein Erstligadebüt gab er am 3. Spieltag (14. März 2020) im Spiel gegen die Young Lions. Hier wurde er in der 58. Minute gegen Jufri Taha ausgewechselt. Das Spiel gewann man mit 2:0. Nach insgesamt zehn Erstligaspielen wurde sein Vertrag Ende 2022 nicht verlängert.